# Mahes
Mahes, auch Maahes, Miysis oder Miôs ist eine Löwengottheit in der ägyptischen Mythologie.

## Name
Miysis oder Miôs ist der griechische Name für den ägyptischen Löwengott Mahes, welcher „wildblickender Löwe“ bedeutet. Das Wort M3ḥs selbst wird als allgemeine Bezeichnung für Löwe verwendet, aber auch als Name von Löwengöttern.

## Darstellung

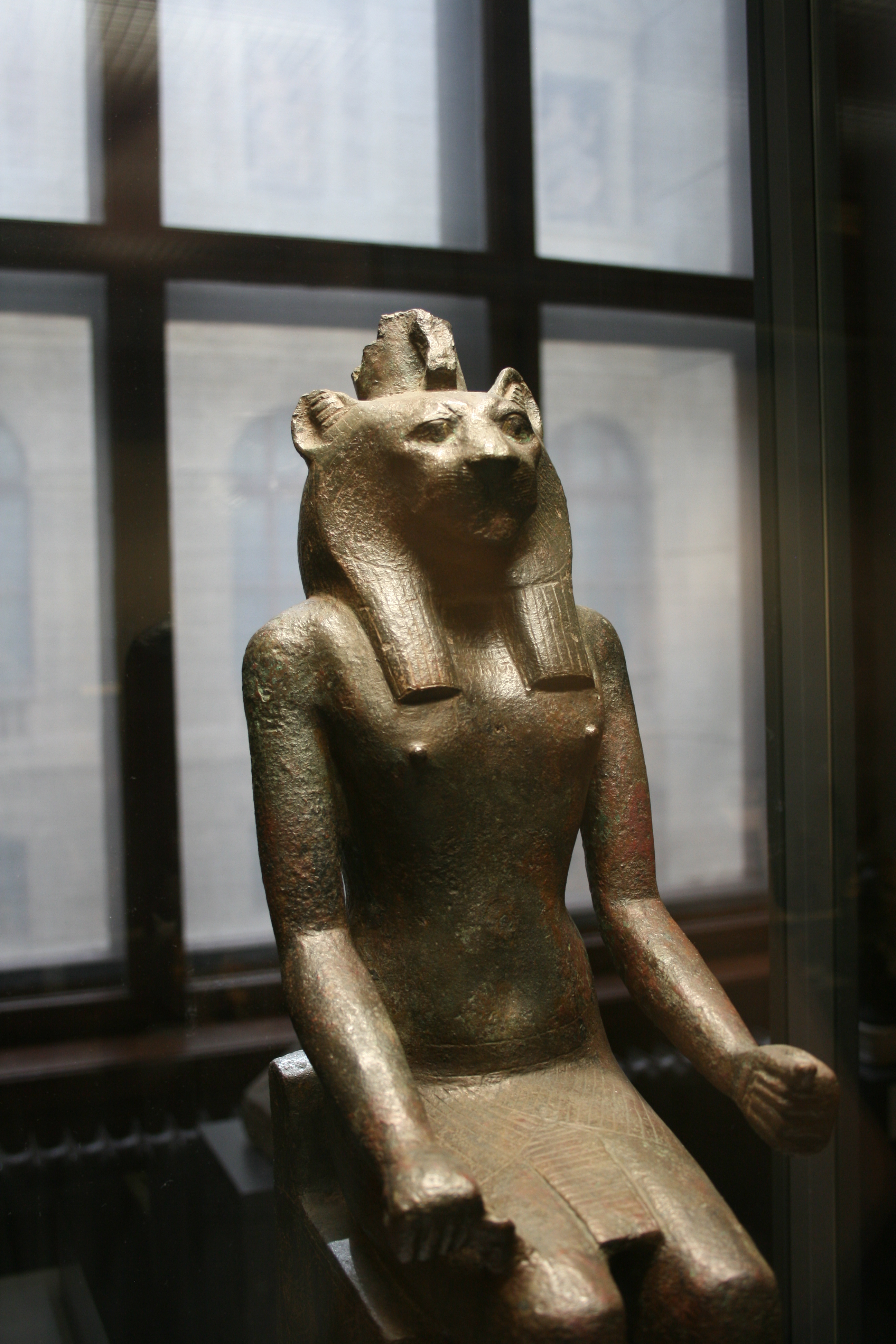
Mahes aus Bronze aus der 26. Dynastie (660–525), im Naturhistorischen Museum Wien

Mahes wird entweder als Löwe oder als Mensch mit Löwenkopf dargestellt. Auf Abbildungen in Philae oder Dendera erscheint er als Schutzgottheit, die ihn mit einem Messer in den Pranken und einer hinter sich stehenden Lotospflanze zeigen. Als verehrte Form des Sonnengottes trägt er eine Sonnenscheibe oder die Atef-Krone auf seinem Kopf. Häufig finden sich auch Abbildungen, die den Gott als Löwen darstellen, der einen Gefangenen von hinten anfällt und verschlingt.

## Bedeutung
Der Löwe galt im Alten Ägypten, wie auch in Mesopotamien, als solares Tier und war anfänglich nur ein gleichnishaftes Bild für den Sonnengott. In Kapitel 62 des Totenbuches heißt es von ihm: „Ich bin der löwenköpfige Gott, ich bin Re.“ Es treten aber auch sehr stark die Wesenszüge eines blutdürstigen Raubtieres in den ägyptischen Überlieferungen hervor. Hier ist er „Herr des Gemetzels“ und „freut sich über Blut“.
Eine griechische Urkunde nennt Mahes „der Re, Licht, Feuer, Flamme“ und bezeichnet ihn als den „Blitzenden und Donnernden, den Herrn des Dunkels und der Winde“.
Mahes galt seit dem Neuen Reich als Sohn der Katzengöttin Bastet und des Sonnengottes Re, aber auch der Löwengöttin Sachmet. Mit Bastet und Atum bildet er in Bubastis eine göttliche Triade. In Verbindung und Gleichsetzung mit Horus Hekenu („Horus der Gepriesene“) wird Mahes Harmios genannt und als Sohn der Sachmet auch oft mit Nefertem gleichgesetzt.
Bereits aus der Zeit des Mittleren Reiches sind Personennamen bekannt, die Bezug zu einem Löwengott Mahes haben: M3ḥs- wsr = Mahes-user = Mahes ist stark oder M3ḥs-htp = Mahes-hetep = Mahes ist zufrieden.

## Kultorte
In der Spätzeit sind als Kultorte Bubastis (Kapelle Osorkon II.) und Letopolis bekannt. Hier wurde er als „lebender Löwe“ (M3j-ˁnḫ = Mahes-anch) verehrt, der nach seinem Tod in dem „heiligen Grabhaus des Löwen“ beigesetzt wurde. Dadurch genoss er einen Kult als „Osiris-Mios“. Weitere Verehrung fand er in Aphroditopolis, Edfu sowie in den Oasen Bahariyya und Siwa. In ptolemäisch-römischer Zeit wurde er auch in Debod und Dendur verehrt. In Sakkara fand man das Skelett eines Löwen, der möglicherweise die Verkörperung des Mahes gewesen ist.